# Кошка (приток Малого Урана)
Кошка — река в России, протекает в Новосергиевском районе Оренбургской области.

## География и гидрология
Кошка левобережный приток реки Малый Уран. Устье находится в 132 км по левому берегу реки Малый Уран восточнее посёлка Ясногорский. Длина реки составляет 11 км. Площадь водосборного бассейна — 39 км².

## Данные водного реестра
По данным государственного водного реестра России относится к Нижневолжскому бассейновому округу, водохозяйственный участок реки — Самара от Сорочинского гидроузла до водомерного поста у села Елшанка. Речной бассейн реки — Волга от верховий Куйбышевского вдхр. до впадения в Каспий.
Код объекта в государственном водном реестре — 11010001012112100006518.